# Acronicta pallidicoma
Acronicta pallidicoma là một loài bướm đêm trong họ Noctuidae.